# Manel Artigas Morraja
Manel Artigas Morraja   (Marsella, 16 de juny de 1920 - 13 de març de 1976) fou un jugador català de futbol de la década de 1940.
Jugava a la posició d'interior dret.
Inicià la seva carrera al Terrassa FC, club on jugà la major part de la seva carrera, entre 1942 i 1951 a segona divisió i tercera. L'any 1944 fitxà pel RCD Espanyol, disputant el primer partit amistós enfront el Granollers. Aquesta temporada jugà cedit al Jerez FC, i la següent fou cedit al CF Reus Deportiu. El 6 de gener de 1946 debutà a Primera amb l'Espanyol en la derrota amb l'Oviedo (1-2). A finals de 1946 patí una greu lesió de menisc. Acabà la seva carrera al Terrassa.
El seu germà Josep Artigas Morraja també fou futbolista.